# Gilbert Labelle
Gilbert Labelle, né le 8 juin 1944,  est un mathématicien canadien. Il a enseigné à l'Université du Québec à Montréal (UQAM) pendant 36 ans. 

## Biographie
Il a obtenu un doctorat en mathématiques en 1969 avec spécialisation en analyse sous la direction de Qazi Ibadur Rahman avec une thèse intitulée Sur certaines classes de fonctions analytiques. Il fut boursier-chercheur postdoctoral en mathématiques, de 1968 à 1970, à l'université de Montréal et à l'université Paris-Sud (Orsay). Ses trois frères, Jacques, Denis et André sont également  mathématiciens.
Chercheur précoce, il publiait à 18 ans deux articles : On particular products of functions et Escalating integrals (1965). Il compte près de 200 publications et 300 conférences. Il a collaboré avec André Joyal, Pierre Leroux et François Bergeron. Le livre Combinatorial Species and Tree-like Structures écrit avec F. Bergeron et P. Leroux est le livre de référence sur la théorie des espèces combinatoires (en).
Il a été professeur à l'UQAM de 1970 à 2005 et est professeur émérite à vie depuis 2006. Ses spécialités sont la théorie des polynômes complexes, l’analyse numérique, la combinatoire énumérative et algébrique, la topologie et la théorie des catégories. Il a également publié de nombreux articles en mathématiques appliquées.
On lui doit une nouvelle démonstration combinatoire des formules d'inversion de Lagrange, l'introduction de la notion de série indicatrice d'asymétrie d'une espèce de structures quelconque qui s’apparente aux polynômes indicateurs de cycles de Pólya. Il a aussi introduit une nouvelle classe d'opérateurs différentiels combinatoires et obtenu la décomposition explicite du logarithme combinatoire en composantes irréductibles.
Il a dirigé ou codirigé plus de 70 étudiants en master, doctorat et post-doctorat, dont la thèse de Simon Plouffe en 1992.

## Membre d'associations professionnelles
- Association Mathématiques du Québec (AMQ).
- Association Canadienne Française pour l'Avancement des Sciences (ACFAS).
- Société Mathématique du Canada (SMC).
- American Mathematical Society (AMS).
- Mathematical Association of America (MAA).
- Mensa

## Distinctions
- 1962 : lauréat du concours mathématiques du Québec organisé par la Société Mathématique du Canada (SMC), 1er prix.
- 1964 : médaille W. L. Putnam pour avoir été classé one of the second five highest individuals  à la compétition de mathématique nord-américaine W. L. Putnam.
- 1965 : note parfaite, 950/950 au Graduate Record Examination (GRE)-(MATH) organisé par le Princeton Testing Service, New Jersey, États-Unis.
- 1990-1991 : prix d'excellence en enseignement du réseau de l'Université du Québec, secteur sciences.
- 1999 : prix Abel Gauthier (personnalité de l'année) de l'Association mathématique du Québec.
- 2000 : prix Adrien-Pouliot de l’Association mathématique du Québec, mention spéciale hors catégorie[4] (prix décerné à l'ensemble des auteurs d'un ouvrage collectif, dont Gilbert Labelle).

## Citation
« La meilleure théorie c'est la pratique. »